# Верхний Сардек
 Верхний Сардек  — деревня в Балтасинском районе Татарстана. Входит в состав Пижмарского сельского поселения.

## География
Находится в северо-западной части Татарстана на расстоянии приблизительно 34 км на север по прямой от районного центра поселка Балтаси на границе с Кировской областью.

## История
Основан в 1920-х годах, изначально назывался Новый Сардек.

## Население
Постоянных жителей было: в 1926 году — 56, в 1938—305, в 1949—208, в 1958 и 1970—195, в 1979—127, в 1989 — 60, в 2002 году 33 (татары 97 %), в 2010 году 24.